# Damias biagi
Damias biagi är en fjärilsart som beskrevs av Bethune-Baker 1908. Damias biagi ingår i släktet Damias och familjen björnspinnare. Inga underarter finns listade i Catalogue of Life.